# Jürg Schlup
Jürg Schlup, né le 15 septembre 1955 à Berne, est un médecin suisse, président de la Fédération des médecins suisses (FMH).

## Biographie
Après l’examen final de médecine passé en 1981 à l’Université de Berne, Jürg Schlup rédige sa thèse à l’Institut de médecine sociale et préventive également à Berne. Il obtient ensuite le titre de spécialiste en médecine interne générale en 1988, et un Executive MBA en gestion d’entreprise à l'Université de Saint-Gall en 1996. Il a exercé pendant plus de 20 ans en tant que médecin de famille dans un cabinet à deux médecins.
De 1983 à 1987, il a dirigé la section bernoise de l’Association suisse des médecins assistant(e)s et chef(fe)s de clinique et de 2001 à 2010, il a présidé la Société bernoise de médecine. En 2012, la Chambre médicale suisse l’a élu président de la Fédération des médecins suisses (FMH),. Jürg Schlup est membre du Parti libéral radical (PLR).